# Debra Wilson

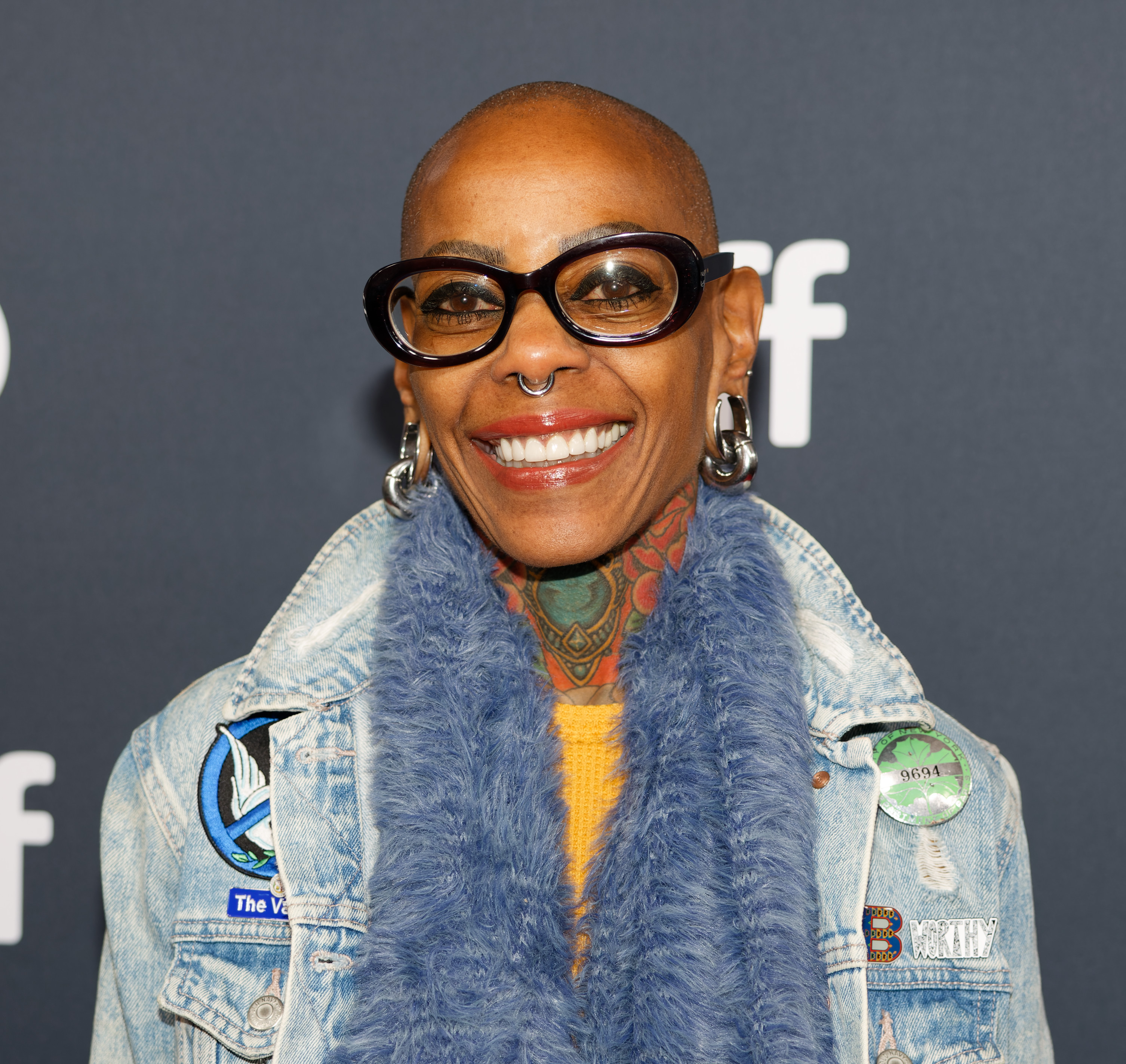
Debra Wilson (2024)

Debra Renee Wilson Skelton (* 26. April 1962 in New York City) ist eine US-amerikanische Schauspielerin und Synchronsprecherin. Sie wird auch gelistet als Debra Wilson oder Debra Wilson Skelton. Debra Wilson agierte unter anderem in der Comedy-Serie MADtv.

## Leben
Wilson wuchs in New York City in der Nähe von Ozone Park in Queens auf. Sie besuchte die und studierte nach ihrem Abschluss an der Syracuse University, wobei sie auch beim Fernsehen und Rundfunk arbeitete.
Ihr Schauspieldebüt gab sie in dem TV-Pilotfilm The Apollo Comedy Hour. Danach erhielt sie regelmäßige Auftritte im The Uptown Comedy Club und wurde neben Joan Rivers Co-Gastgeberin in der Sendung  Can We Shop? Bis Oktober 2006 moderierte Wilson verschiedene Sendungen auf dem TV Guide Channel. Bekannte Filme, in denen sie eine Rolle übernahm, waren Avatar – Aufbruch nach Pandora von James Cameron und Midlife von Greg Travis.
Wilson ist fasziniert von spirituellen und parapsychologischen Vorgängen. Sie beteiligte sich am Projekt Celebrity Paranormal Project des Fernsehsenders VH1.
Seit über 16 Jahren ist Wilson freiwillige Helferin von Wohltätigkeitsorganisationen.
Am 8. April 2006 heiratete sie den Kameramann Cliff Skelton.

## Filmografie (Auswahl)

### Schauspielerin
- 1992: The Uptown Comedy Club (Fernsehserie, 11 Folgen)
- 1994: Cracking Up
- 1995: Blue in the Face – Alles blauer Dunst (Blue in the Face)
- 1995–2009: MADtv (Fernsehserie, 191 Folgen)
- 1996: Girl 6
- 1997: Gridlock’d – Voll drauf! (Gridlock’d)
- 1997: Beverly Hills Beauties (B*A*P*S)
- 1997: Soulmates
- 1997: Asylum: Therapie Mord (Asylum)
- 1997: Sleeping Together
- 1998: Star Trek the Experience: The Klingon Encounter (Kurzfilm)
- 2000: Rubbernecking
- 2002: Jane White Is Sick & Twisted
- 2003: Skin Deep
- 2004: Target – Krieg der Sniper (Target)
- 2004: Raven blickt durch (That's So Raven, Fernsehserie, eine Folge)
- 2004: Nine Lives
- 2004: Without a Trace – Spurlos verschwunden (Without a Trace, Fernsehserie, eine Folge)
- 2006: Whitepaddy
- 2006: In Justice (Fernsehserie, eine Folge)
- 2006: Danny Roane: First Time Director
- 2006: Scary Movie 4
- 2006: Shut Up and Shoot!
- 2006: Rockin’ Meera
- 2007: If I Had Known I Was a Genius
- 2007: Lord Help Us
- 2007: Cordially Invited
- 2008: Cuttin Da Mustard
- 2008: Reno 911! (Fernsehserie, drei Folgen)
- 2008: Friends & Lovers: The Ski Trip 2
- 2009: Knight to F4
- 2009: 90210 (Fernsehserie, eine Folge)
- 2009: Avatar – Aufbruch nach Pandora (Avatar)
- 2010: Perfect Combination
- 2011: Division III: Football’s Finest
- 2012: Back Then
- 2014: Knock ’em Dead
- 2014: Naked Angel
- 2014: 10 Year Plan
- 2016: Dead 7 – Sie sind schneller als der Tod (Dead 7)
- 2018: Sharknado 6: The Last One (The Last Sharknado: It’s About Time, Fernsehfilm)
- 2019: Star Wars Jedi: Fallen Order
- 2019: Call of Duty: Modern Warfare
- 2023: Star Wars Jedi: Survivor
- 2023: Diablo IV
- 2023: Knock Knock Knock (Cobweb)

### Synchronstimme
- 1998: Star Trek: Deep Space Nine (Fernsehserie, eine Folge)
- 1998–1999: The Mr. Potato Head Show (Fernsehserie, 13 Folgen)
- 2000–2011: Family Guy (Fernsehserie, sechs Folgen)
- 2005: American Dad (Fernsehserie, eine Folge)
- 2006: The Adventures of Brer Rabbit
- 2006: Ab durch die Hecke (Over the Hedge)
- 2007: The Chosen One
- 2009: Scrubs – Die Anfänger (Scrubs, Fernsehserie, eine Folge)
- 2009: El Superbeasto (The Haunted World of El Superbeasto)
- 2011: Das Rotkäppchen-Ultimatum (Hoodwinked Too! Hood vs. Evil)
- 2014: Ab durch den Dschungel (Jungle Shuffle)
- 2019–2020: Mao Mao: Beschützer vom Rubintal (Mao Mao: Heroes of Pure Heart, Fernsehserie)